# دانشگاه ویندزور
دانشگاه ویندزور (به انگلیسی: University of Windsor)، یکی از دانشگاه‌های معتبر کانادا بوده که در شهر ویندزور قرار دارد. این دانشگاه در سال ۱۸۵۷ تأسیس شده و در مجموع پردیس‌ها حدود ۱۵٬۰۰۰ نفر دانشجوی کارشناسی و ۱۰۰۰ دانشجوی تحصیلات تکمیلی دارد.